# Municipio de Fremont (condado de Cedar)
El municipio de Fremont (en inglés: Fremont Township) es un municipio ubicado en el condado de Cedar en el estado estadounidense de Iowa. En el año 2010 tenía una población de 1241 habitantes y una densidad poblacional de 13,15 personas por km².

## Geografía
El municipio de Fremont se encuentra ubicado en las coordenadas 41°53′56″N 91°10′36″O / 41.89889, -91.17667. Según la Oficina del Censo de los Estados Unidos, el municipio tiene una superficie total de 94.39 km², de la cual 94,38 km² corresponden a tierra firme y (0,01 %) 0,01 km² es agua.

## Demografía
Según el censo de 2010, había 1241 personas residiendo en el municipio de Fremont. La densidad de población era de 13,15 hab./km². De los 1241 habitantes, el municipio de Fremont estaba compuesto por el 97,82 % blancos, el 0,32 % eran afroamericanos, el 0,08 % eran amerindios, el 0,32 % eran asiáticos, el 0,16 % eran de otras razas y el 1,29 % eran de una mezcla de razas. Del total de la población el 1,69 % eran hispanos o latinos de cualquier raza.